# Croce Rossa del Manciukuò

il simbolo della Croce Rossa

La Società della Croce Rossa del Manciukuò fu la società nazionale di Croce Rossa del Manciukuò (満州国 in cinese), uno stato fantoccio creato dal Giappone ed esistito dal 1932 al 1945 nella regione dell'attuale Manciuria.

## Denominazione ufficiale
- 满洲国红十字会 in cinese, idioma ufficiale del paese;
- 満州国赤十字社 in giapponese, secondo idioma ufficiale;
- Manchukuò Red Cross Society ("Società della Croce Rossa del Manchukuò") in inglese, idioma non ufficiale ma diffuso.

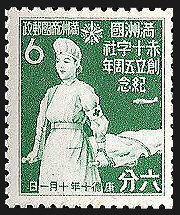
Francobollo del Manchukuò emesso il 1º ottobre 1943 per commemorare il 5º anniversario della fondazione della Croce Rossa del Manchukuò: raffigura una infermiera che porta una barella, al braccio ha una fascia con il simbolo della Croce Rossa.

## Storia
Al termine della guerra russo-giapponese, la regione della Manciuria era controllata dal Giappone, che nel 1932 sostenne la nascita del Regno del Manchukuò, governato dal deposto imperatore cinese Puyi. Gli aiuti del paese egemone includevano anche il campo sanitario, i cui servizi per i primi anni furono garantiti dalla Croce Rossa giapponese.
La Croce Rossa del Manciukuò venne fondata il 15 ottobre 1938, e prese in consegna tutti gli ospedali e gli equipaggiamenti impiegati fino ad allora sul territorio dalla Società giapponese della Croce Rossa.
L'Associazione esistette fino al 1945, anno in cui il paese venne invaso dall'Unione Sovietica ed annesso alla Cina.